# Luis del Sol Cascajares
Luis del Sol Cascajares (castellà: Luis del Sol)  (Arcos de Jalón, 6 d'abril de 1935 - Sevilla, 20 de juny de 2021) fou un futbolista espanyol de les dècades de 1950 i 1960.
A la lliga espanyola hi jugà més de 200 partits repartits entre Reial Betis i Reial Madrid (i marcà més de 50 gols). Va jugar com a titular la final de la Copa d'Europa de 1960, que el Madrid va guanyar contra l'Eintracht Frankfurt al Hampden Park de Glasgow, i que va tancar per al club madrileny la ratxa de cinc victòries consecutives a la Copa d'Europa. També va jugar com a titular la final de la Copa d'Europa de 1962, que el Madrid va perdre contra el SL Benfica per 3 a 5 a l'Estadi Olímpic d'Amsterdam, i que representava la segona victòria consecutiva de l'equip portuguès en la competició.
L'any 1962 marxà a Itàlia per jugar a la Juventus FC, on jugà un total de vuit temporades. A continuació jugà dues temporades més a l'AS Roma.

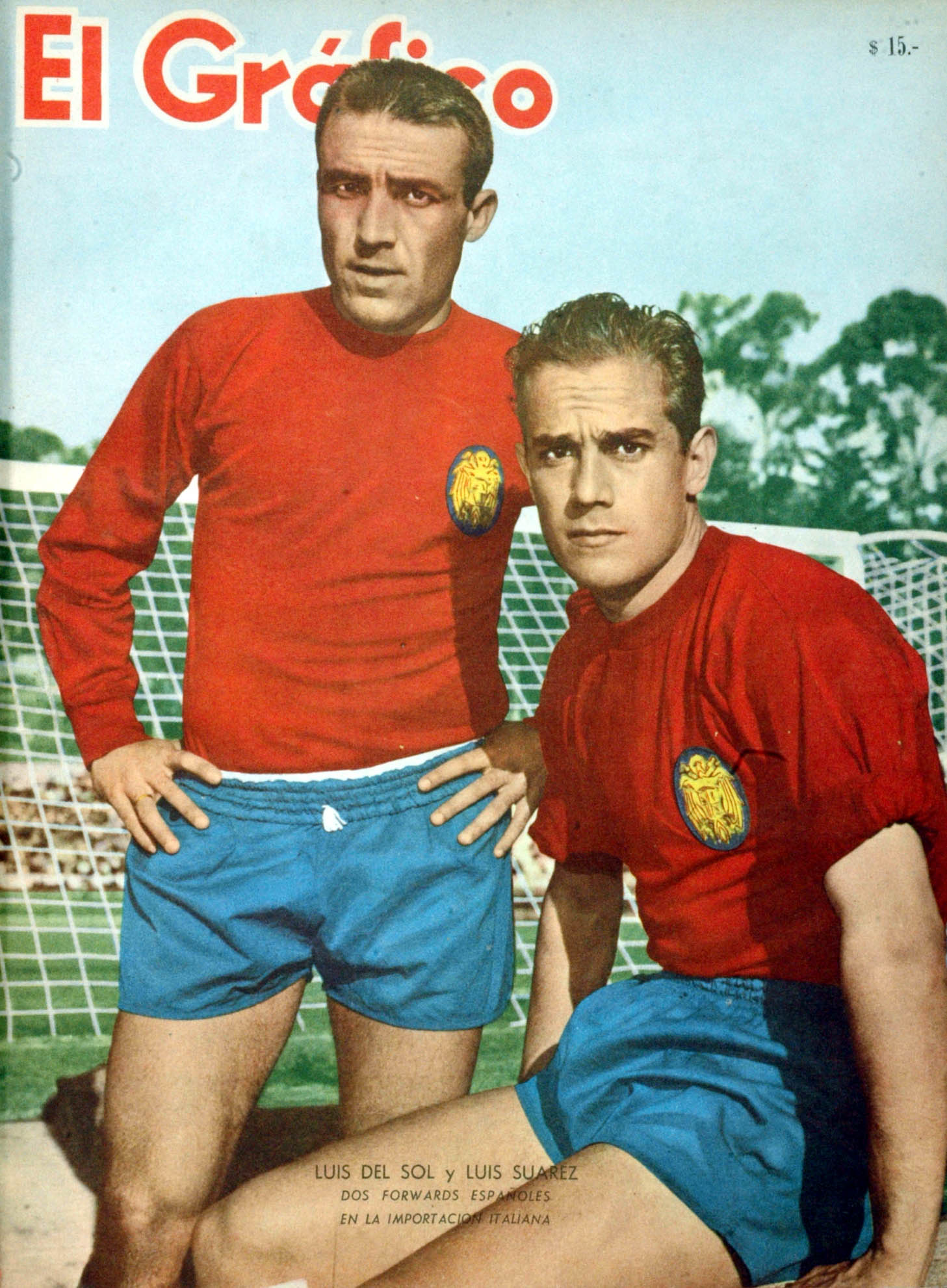
Del Sol i Luis Suárez amb Espanya el 1962.

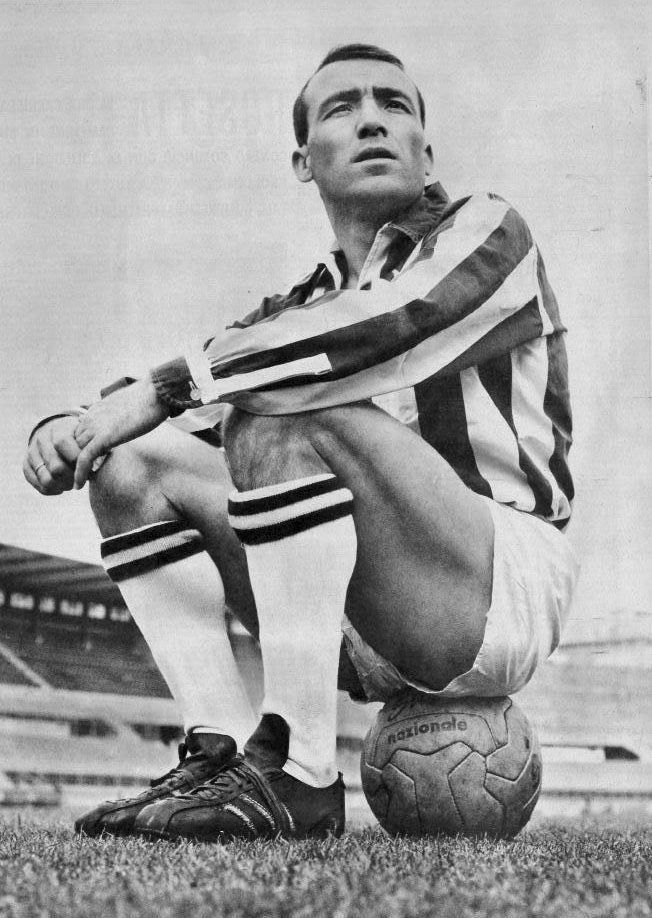
del Sol a la Juventus la temporada 1962/63.

També disputà 16 partits amb la selecció espanyola, amb la qual disputà dos Mundials, i guanya una Eurocopa.